# Earth & Beyond
Earth & Beyond war ein Science-Fiction-MMORPG, das von Westwood Studios entwickelt und von Electronic Arts 2002 veröffentlicht wurde. Es wurde bereits 2004 eingestellt und stellt das letzte von Westwood Studios entwickelte Spiel dar.

## Spielprinzip
Der Spieler wählt zwischen sechs Charakterklassen. Die Wahl beeinflusst den Schiffstyp. Gesteuert wird das Schiff mit Maus und Tastatur.

## Rezeption
Die Handlung und Optik legt zwar eine Weltraum-Simulation nahe, es handele sich aber überwiegend um ein Rollenspiel, das neue Maßstäbe setze. Im Gegensatz zur Wing-Commander-Serie oder dem Online-Spiel Jumpgate spielen Reflexe kaum eine Rolle. Die Steuerung erinnere an Freelancer, spreche aber nicht so direkt an.
Kommerziell war das Spiel ein Misserfolg. Am 22. September 2004 wurden die Server abgeschaltet.